# Allowissadula holosericea
Allowissadula holosericea är en malvaväxtart som först beskrevs av Scheele, och fick sitt nu gällande namn av D.M. Bates. Allowissadula holosericea ingår i släktet Allowissadula och familjen malvaväxter. Inga underarter finns listade i Catalogue of Life.